# Pozanco
Pozanco – gmina w Hiszpanii, w prowincji Ávila, w Kastylii i León, o powierzchni 11,07 km². W 2011 roku gmina liczyła 61 mieszkańców.